# 白子町 (鈴鹿市)
白子町（しろこちょう）は、三重県鈴鹿市にある地名。白子は「しらこ」と誤読されることがあるが、正しくは「しろこ」と読む。
現在の町域は2度の白子町分割の際に、住居表示が導入されなかった地域からなり、2つの飛び地を持つ。

## 地理
鈴鹿市南東部に位置する。白子郵便局がある地域が最大の面積を持ち、白子港と鈴鹿工業高等専門学校付近に飛び地が見られる。
北は江島町、東は白子駅前・白子四丁目、南は寺家町、西は野村町・野町・南旭が丘・東旭が丘と接する。

## 歴史
白子 (鈴鹿市)#歴史も参照。
白子は古代より開けた地域であり、江戸時代には港町・宿場町として賑わった。発展の背景には別邸を置いた紀州藩や、伊勢湾の拠点として利用した伊勢商人の存在が大きい。
明治時代には、白子町と寺家村、江島村が合併して白子町が誕生、この地域は白子町大字白子となり、同町の中心となっただけでなく、郡役所・駅・海陸物産市場が置かれ、郡の中核としても発展した。ただし、白子港に関しては近代以降整備が進んだ四日市港に覇権を奪われ衰退した。
1937年（昭和12年）には鈴鹿海軍航空隊・基地が設置され、白子港は軍港に変貌し町には相次いで大日本帝国海軍関係の施設が建設された。第二次世界大戦中の1942年（昭和17年）には当時異例と称された2町12村の合併で鈴鹿市が発足、大字白子は再び白子町という町名に戻った。
1947年（昭和22年）11月、鈴鹿簡易裁判所が河芸郡団体事務所庁舎内に開設され、1954年（昭和29年）7月の移転まで使用された。1948年（昭和23年）、区域変更問題が発生し、再び独立した地方公共団体である白子町に戻そうとする運動が見られたが、反対派が賛成派を若干上回り回避される。1973年（昭和48年）には白子町の西部が分割され、一部は鈴鹿市東旭が丘（一 - 六丁目）・中旭が丘（一 - 四丁目）・南旭が丘（一 - 三丁目）となり、1978年（昭和53年）には東部も分割されることになり、一部は白子（一 - 四丁目）、白子本町、白子駅前という町名となった。更に2001年（平成13年）にも区画整理により、白子町の一部が東旭が丘一丁目及び中旭が丘一丁目に編入された。

### 地名の由来
- 『河芸郡史』によると、白貝・白魚が転訛して白子になったとされる[9]。
- 『平家物語』に登場する「古市の白児党」に由来するという説もある[9]。ここでいう「古市」とは白子の旧地名（平安時代頃に使用）だとされる[10]。

### 沿革
- 1889年（明治22年）4月1日 - 町村制施行により、奄芸郡（あんきぐん・あんげぐん）白子町白子となる。
- 1896年（明治29年）3月29日 - 奄芸郡が河曲郡（かわわぐん）と合併したことにより河芸郡（かわげぐん）白子町白子となる。
- 1942年（昭和17年）12月1日 - 市町村合併により、鈴鹿市白子町となる。
- 1973年（昭和48年）11月1日 - 白子町の西部が分割され、一部は鈴鹿市東旭が丘・中旭が丘・南旭が丘となる[8]。
- 1978年（昭和53年）11月1日 - 白子町の東部が分割され、一部は鈴鹿市白子・白子本町・白子駅前となる[8]。
- 2001年（平成13年）2月10日 - 区域変更により、白子町の一部が東旭が丘・中旭が丘になる[8]。

## 世帯数と人口
2019年（令和元年）6月30日現在の世帯数と人口は以下の通りである。
| 町丁   | 世帯数  | 人口    |
| ------ | ------- | ------- |
| 白子町 | 977世帯 | 2,175人 |

### 人口の変遷
国勢調査による人口の推移。
| 1995年（平成7年）  | 2,310人 | [ 11 ] |  |
| 2000年（平成12年） | 2,205人 | [ 12 ] |  |
| 2005年（平成17年） | 2,222人 | [ 13 ] |  |
| 2010年（平成22年） | 2,189人 | [ 14 ] |  |
| 2015年（平成27年） | 2,549人 | [ 15 ] |  |

### 世帯数の変遷
国勢調査による世帯数の推移。
| 1995年（平成7年）  | 759世帯 | [ 11 ] |  |
| 2000年（平成12年） | 699世帯 | [ 12 ] |  |
| 2005年（平成17年） | 731世帯 | [ 13 ] |  |
| 2010年（平成22年） | 751世帯 | [ 14 ] |  |
| 2015年（平成27年） | 926世帯 | [ 15 ] |  |

## 学区
市立小・中学校に通う場合、学区は以下の通りとなる。
| 町内会・番地等                                                     | 小学校               | 中学校               |
| ------------------------------------------------------------------ | -------------------- | -------------------- |
| 箱塚生水自治会、野起自治会 ラウムズ白子自治会、南花野自治会 官有地 | 鈴鹿市立旭が丘小学校 | 鈴鹿市立白子中学校   |
| その他                                                             | 鈴鹿市立白子小学校   | 鈴鹿市立鼓ケ浦中学校 |

## 交通
鉄道は通っていない。最寄り駅は近鉄名古屋線白子駅。
路線バス
| 白子郵便局バス停 三重交通（中勢営業所管内） - 01系統 平田町駅 - 01・03系統 白子駅西 - 03系統 鈴鹿サーキット | 野起町バス停 C-BUS（コミュニティバス） - 白子・平田線 ベルシティ - 白子・平田線 国府台東 - 白子・平田線 白子サンズ - 白子・平田線 白子駅西 |

## 施設
- 白子郵便局
- 鈴鹿工業高等専門学校
- 鈴鹿建機株式会社本社
- 株式会社優木ハウジング
- 三重舗道株式会社
- 社会福祉法人野町福祉会 大鳥保育園
- JSS白子スイミングスクール

## その他

### 日本郵便
- 郵便番号 : 510-0244[3]（集配局：白子郵便局[17]）。